# Wild Mood Swings
Albums de The Cure
Paris
(1993) Galore
(1997)
Singles
1. The 13th
Sortie : 22 avril 1996[5]
2. Mint Car
Sortie : 17 juin 1996[6]
3. Strange Attraction
Sortie : 8 octobre 1996[7]
4. Gone!
Sortie : 2 décembre 1996 (aux États-Unis)[8]

Wild Mood Swings est le dixième album studio du groupe The Cure sorti le 7 mai 1996.

## L'album
Il peut être considéré aujourd'hui comme le premier album de la troisième période de la vie du groupe : après les débuts (et l'ascension) cold wave (de Three Imaginary Boys à Pornography), l'apogée pop - new wave (de The Head on the Door à Wish), Wild Mood Swings inaugure la nouvelle phase de la vie du groupe, celle de l'approche de la quarantaine.

Encore très marqué par les sons qui traversaient les albums précédents - incursions authentiquement pop (Mint car) dignes de Kiss Me, Kiss Me, Kiss Me ou de Wish, ou morceaux cold (Want) dans la lignée de l'album Disintegration - l'album se caractérise également par une évolution de la tonalité du groupe, résultant en premier lieu du changement de batteur : pour la première fois la batterie est aux mains de Jason Cooper (sur 7 des 12 titres, voir plus bas), et non plus de Boris Williams; le son de l'album s'en ressent, Cooper imposant son jeu peut être moins puissant, mais plus technique, et peut être plus riche (et finalement plus classique).

D'autre part, le son de l'album se caractérise par une diversité de l'instrumentation (percussions diverses, cordes, cuivres, et même trompettes mariachi sur The 13th), au détriment des claviers, lesquels, conformément à la tendance déjà amorcée sur l'album précédent, sont désormais en net retrait, tandis qu'ils étaient au contraire très présents sur Disintegration.

Un nombre important de musiciens extérieurs au groupe participe à l'enregistrement. Jason Cooper laisse ainsi son instrument à trois autres batteurs sur cinq morceaux. Un quatuor à cordes et deux sections de cuivres sont présents sur plusieurs titres ainsi qu'un violoniste solo sur une chanson (Voir liste des musiciens additionnels).

Mais, pour la première fois depuis longtemps dans la carrière de Cure, Wild Mood Swings passa relativement inaperçu lors de sa publication, au regard du succès qu'avaient connu les "blockbusters" du groupe, notamment durant la période 1985/1992 avec des albums tels que The Head on the Door, Disintegration ou Wish.
 À ce moment-là de sa carrière, Cure paraissait même quelque peu démodé, ne récoltant plus les mêmes faveurs du public et des médias qu'auparavant.

## Liste des titres
Tous les titres ont été écrits et composés par Perry Bamonte, Jason Cooper, Simon Gallup, Roger O'Donnell, Robert Smith, sauf Club America par Perry Bamonte, Jason Cooper, Simon Gallup, Robert Smith.
| No  | Titre                 | Durée |
| --- | --------------------- | ----- |
| 1.  | Want                  | 5:06  |
| 2.  | Club America          | 5:01  |
| 3.  | This Is a Lie         | 4:29  |
| 4.  | The 13th              | 4:08  |
| 5.  | Strange Attraction    | 4:19  |
| 6.  | Mint Car              | 3:32  |
| 7.  | Jupiter Crash         | 4:15  |
| 8.  | Round & Round & Round | 2:38  |
| 9.  | Gone!                 | 4:31  |
| 10. | Numb                  | 4:49  |
| 11. | Return                | 3:28  |
| 12. | Trap                  | 3:37  |
| 13. | Treasure              | 3:45  |
| 14. | Bare                  | 7:56  |

| 15. | It Used to Be Me (figure également en face B du single The 13th) | 6:50 |

## Musiciens
- Robert Smith: chant, guitare, basse 6 cordes
- Simon Gallup: basse
- Perry Bamonte: guitare, basse 6 cordes
- Roger O'Donnell: claviers
- Jason Cooper: batterie, percussions

Musiciens additionnels
- Mark Price: batterie sur Mint Car, Trap et Treasure
- Ronald Austin: batterie sur This is a Lie
- Louis Pavlou: batterie sur Club America

- Mister Chandrashekhar: violon sur Numb

Quatuor à cordes sur Want, This is a Lie, Round & Round & Round, Numb, Treasure et Bare:
- Audrey Riley: violoncelle
- Leo Payne: violon
- Chris Tombling: violon
- Sue Dench: alto

Section de cuivres sur The 13th:
- Sid Gauld: trompette
- Jesus Alemany: trompette
- Steve Dawson: trompette

Section de cuivres sur Return et Gone!:
- Will Gregory: saxophone
- John Barclay: trompette
- Steve Sidwell: trompette
- Richard Edwards: trombone

## Classements hebdomadaires
| Classement (1996)                  | Meilleure place |
| ---------------------------------- | --------------- |
| Allemagne (Media Control AG)       | 17              |
| Australie (ARIA)                   | 5               |
| Autriche (Ö3 Austria Top 40)       | 12              |
| Belgique (Flandre Ultratop)        | 13              |
| Belgique (Wallonie Ultratop)       | 5               |
| Canada (RPM Top Albums)            | 11              |
| États-Unis (Billboard 200)         | 12              |
| Finlande (Suomen virallinen lista) | 24              |
| France (SNEP)                      | 3               |
| Italie (FIMI)                      | 8               |
| Norvège (VG-lista)                 | 13              |
| Nouvelle-Zélande (RIANZ)           | 10              |
| Pays-Bas (Mega Album Top 100)      | 37              |
| Royaume-Uni (UK Albums Chart)      | 9               |
| Suède (Sverigetopplistan)          | 2               |
| Suisse (Schweizer Hitparade)       | 9               |

## Certification
| Pays              | Certification | Date       | Unités certifiées |
| ----------------- | ------------- | ---------- | ----------------- |
| États-Unis (RIAA) | Or            | 01/06/1996 | 500 000           |